# Possesse
Possesse is een gemeente in het Franse departement Marne (regio Grand Est) en telt 137 inwoners (2019). De plaats maakt deel uit van het arrondissement Vitry-le-François.

## Geografie
De oppervlakte van Possesse bedraagt 35,5 km², de bevolkingsdichtheid is 4,1 inwoners per km².
De onderstaande kaart toont de ligging van Possesse met de belangrijkste infrastructuur en aangrenzende gemeenten.

## Demografie
Onderstaande figuur toont het verloop van het inwonertal (bron: INSEE-tellingen).